# Символ найры
Символ или знак найры (₦) — типографский символ, который входит в группу «Символы валют» (англ. Currency Symbols) стандарта Юникод: оригинальное название — Naira sign (англ.); код — U+20A6. Используется для представления национальной валюты Нигерии — найры.
Характерные символы, выполняющие эти функции: ₦ • N. Кроме того, для краткого представления найры используются коды стандарта ISO 4217: NGN и 566.

## Начертание
Символ «₦» представляет собой заглавную латинскую букву «N», перечеркнутую двумя горизонтальными штрихами.

## Использование в качестве сокращения названий денежных единиц
Символ «₦» используется для представления национальной валюты Нигерии — найры (англ. naira).